# Starohrvatska umjetnost
Starohrvatska umjetnost je predromanička ukupnost umjetničkog izražaja Hrvata od njihova dolaska na hrvatski prostor do kraja 10. stoljeća kada je romanika postala vladajućim stilom; tj. za vrijeme vladavine hrvatskih narodnih vladara, knezova i kraljeva.

## Povijesna pozadina
Hrvati su osnovali nekoliko kneževina: Posavsku Hrvatsku na sjeveru i Primorsku Hrvatsku na jugu i zapadu (u literaturi se također može naići na izraze Panonska Hrvatska i Dalmatinska Hrvatska). Te dvije su nazivane Bijelom Hrvatskom. Jugoistočno od njih, nalazile su se četiri državice, "sklavinije": Neretvanska kneževina ili Paganija, Zahumlje, Travunja i Duklja. Skupni naziv za njih je bio Crvena Hrvatska. 
Hrvati su se početkom 7. st. s Avarima i drugim Slavenima iz sjeverne Europe preselili na jug, na područje rimskih provincija Panonije, Dalmacije i Istre, i naselili krajeve gdje i danas žive.Povijesni izvori bilježe, a arheološki nalazi potvrđuju, njihove prodore i pustošenja od Soluna i Carigrada na jugoistoku do Nezakcija i Buzeta u Istri na sjeverozapadu. Naročito se duboko usjekao u povijesno pamćenje pad Salone (614. godine), glavnog grada provincije Dalmacije, zbog svoga simboličkog značenja - definitivnog kraja antike.
Hrvati su tada bili na razvojnoj razini brončanog i željeznog doba, te nisu znali uživati u blagodatima grada pa su se naseljavali u njihovoj blizini, na obližnjim rijekama (npr. Otok na ušću rijeke Jadro ispred Salone). Hrvati su asimilirali Avare, prihvatili kršćanstvo, oformili su prve čvršće državne organizacije, a gornji slojevi društva upoznali su i latinski jezik i pismo.
Hrvati su pokrštavani iz dvaju pravaca: sa strane Franaka (na sjeveru i zapadu) i sa strane Bizanta (na jugu i istoku). Velikim dijelom je pokrštavanje Hrvata završilo u 9. stoljeću, ali neka područja (Neretvanska kneževina, primjerice) su još četiri stoljeća zadržala poganska vjerovanja, o čemu svjedoče sačuvani nazivi za poganska božanstva, najčešće u zemljopisnim nazivima (brdo Perun kod Splita, primjerice). 
Prvi autohtoni hrvatski vladar kojeg je priznao papa bio je knez Branimir, koga je papa Ivan VIII. nazvao dux Chroatorum 879. godine.
Prvi kralj Hrvatske, Tomislav iz loze Trpimirovića, okrunjen je oko 925. godine. Tomislav, rex Chroatorum, ujedinio je Posavsku i Primorsku Hrvatsku i stvorio državu znatne veličine. Srednjovjekovno hrvatsko kraljevstvo doseglo je vrhunac pod kraljem Petrom Krešimirom IV. (1058. – 1074.).
U doba hrvatskih narodnih vladara zemljom se vrlo rijetko vladalo iz jednog mijesta, već se vladarski dvor selio iz grada u grad, i boravio u kraljevskom dvorcu. Hrvatski kraljevski gradovi bili su Nin, Biograd na Moru i Knin. Ostali veći gradovi bili su Zadar, Split, Trogir, Ston i Dubrovnik. Petar Krešimir IV. je osnovao za svoje vladavine grad Šibenik. Primorski gradovi Zadar, Split, Krk, Osor, Rab i dr. dugo su zadržali svoje romansko obilježje i stanovništvo. Povremeno su padali pod vlast Mlečana ili Bizanta. Hrvati postupno brakovima ili na druge načine postaju stanovnicima gradova, uz domaće romansko stanovništvo što postepeno dovodi do njihove kroatizacije.
Nakon izumrijeća hrvatske narodne dinastije Trpimirovića 1091. godine, Hrvati su priznali ugarskog vladara Kolomana kao zajedničkog kralja Hrvatske i Ugarske u nagodbi od 1102. godine (Pacta Conventa).

## Starohrvatska arhitektura
U 7. i 8. stoljeću, kada traje napuštanje velikih gradova i prelazak stanovništva u manje, događa se i redukcija velikih antičkih građevina na skromnije formate i namjene (npr. Prostori za stražu na dvima ulazima Dioklecijanove palače su pretvoreni u male crkvice, sv. Martina i sv. Teodora), ali i uporaba njihovih arhitektonskih fragmenata kao građevnog materijala u rustikalnoj gradnji i za plošne reljefe.
U 9. stoljeću, kada su se ustanovile stabilne hrvatske kneževine (Posavska Hrvatska, Primorska Hrvatska), nastaje nova arhitektura jasnih predromaničkih odlika – starohrvatska umjetnost. Od svih izvora ove nove kulture, koji su se navodili (tradicija kasne antike, ranokršćanske i bizantske umjetnosti, ali i gotski, langobardski i franački utjecaji, pa čak i sirijski, perzijski, armenski, te naravno nordijski i praslavenski), najprepoznatljiviji su utjecaji Franačke države sa zapada i Bizantskog Carstva s istoka. To i ne iznenađuje jer je hrvatski teritorij početkom 9. st. bio područjem sukoba ove dvije velike države koje predstavljaju dvije crkvene jurisdikcije, Rimsku i Carigradsku, od kojih je prva odnijela prevagu. Kasnoantički utjecaj je bio najjači u Dalmaciji zbog gustoće kasnoantičke urbanizacije. Postepeno je taj utjecaj negiran i dolazi do pojednostavljivanja, mijenjanja naslijeđenih oblika i čak stvaranja originalnih tipova građevina.
Iz ovog razdoblja očuvano je mnogo građevina rasprostranjenih na cijelom hrvatskom jadranskom obalnom području i otocima. Sve one (desetak većih i preko stotinjak manjih) građene su od lomljenca (grubo lomljena kamena povezanih debelim slojem žbuke izvana) i ukrašene su izvana ritmom polukružnih niša i istaknutim pravokutnim pilastrima na unutarnjim zidovima (npr. Crkva sv. Petra na Priku kod Omiša; Sv. Juraj kod Kaštel Starog; Sv. Mihajlo, Mrkan; Sv. Tomo, Kuti; Sv. Mihajlo, Ston; Sv. Petar, Šipan i dr.). Uz grubu zidarsku tehniku i isključivost kamene građe karakteristična je, zbog malog raspona prostora, česta uporaba svodova, konhi, trompa i kupola. Integralno su u kamenu riješeni i svi arhitektonski dijelovi crkve, okviri vrata i prozora, kao i tranzene (perforirane kamene ploče što su zatvarale prozore). Kameni je bio i sav crkveni namještaj, stupovi, grede i ploče oltarne pregrade s karakterističnim trokutnim zabatom unutar kojeg je upisan polukružni luk, kao na timpanonu protirona Peristila Dioklecijanove palače.
Ove predromaničke građevine su izraz i rezultat novog principa gradnje koji umjesto antičkog principa artikulacije, raščlanjivanja konstrukcija (baza - trup - kapitel - luk) tako da su vidljivi i odvojeni, rabi princip sjedinjavanja u jedinstvenu masu. Tako zid prelazi u svod ili kalotu apside, a tambur u kupolu, a volumen crkve izvana i prostor iznutra oblikuju se savijanjem i prelamanjem kontinuirane (zidne) plohe. Iako su izgrađene nevješto, grubim tehnikama i jednostavno, gotovo materijalno siromašno (lomljeno ili grubo oklesano kamenje zida, neravna žbuka), one imaju izvrsno i često savršeno arhitektonsko planiranje prostora.
Manje crkve su tzv. „slobodnih oblika“ kao da su starohrvatski graditelji pokušavali istražiti sve oblikovne mogućnosti na bazi kvadrata i kruga. Jednostavnijih tlocrta su kvadratne crkve s upisanim krugom, odnosno volumen kocke s polukuglom kupole (Sv. Pelegrin, Dugi otok), zatim pravokutne prekrivene kupolom eliptične baze (Sv. Juraj, Ravanjska), pa trodjelno raščlanjenog pravokutnika s kupolicom nad srednjim jarmom (Sv. Petar u Priku kod Omiša), pa kvadrata stepenasto produženog po uzdužnoj osi i dopunjenog s dvije apsidiole (Crkva sv. Dunata na Krku) i napokon komplicirano razvedene kompozicije istokračnog križa s kupolom nad središnjim kvadratom, upisanom glavnom apsidom i dvije male apside na poprečnom kraku (Sv. Križ, Nin).
One crkve, koje imaju tlocrt izveden iz kruga, su obično tlocrta kružnice nad kojom se uzdiže valjak s polukuglom kupole (Crkva sv. Nikole u Prahuljama kod Nina), a pridodan je poluvaljak apsidice s četvrtkuglom (Sv. Marija, Iž), ali se najčešće oko središnjega prostornog valjka s kupolom okuplja šest jednakih apsida "šesterolatičnog" ili šesterokonhalnog tipa (Crkva sv. Trojice u Splitu), a iznimno nalazimo i osam (Ošlje kod Stona).
No neki se oblici često ponavljaju i mogu se regionalno svrstati. Tako se sedam šesterolisnih ili šesterolatičnih nalazi većinom u okolici Zadra, a dvije osmerolisne kod Stona, dok je tridesetak longitudinalnih trobrodnih crkvica s kupolicom nad srednjim poljem i pravokutnom apsidom većinom u dubrovačkom području. U Istri su česte longitudinalne crkve sa zvonikom usred zapadnog pročelja  (Plomin, Bale, Sv. Vid kod Dobrinja, Sv. Lucija na Krku), dok se istarski tip pravokutne crkve s upisanim apsidam javlja i u Dalmaciji (Crkvina biskupije kod Knina, te Sv. Petar, Sv. Nedjeljica i Sv. Lovro u Zadru).
Najveća i najsloženija crkva kružne osnove iz 9. st. je crkva sv. Donata u Zadru. Oko njezine kružne jezgre – nad kojom je izvorno bila kupola – ovija se prstenasti brod s trima apsidama na istoku, a taj oblik se ponavlja i na katu. U to vrijeme u Europi, po veličini i ljepoti crkve sv. Donata može se usporediti samo Dvorska kapela Karla Velikog u Aachenu. 
Veće crkve su ipak uglavnom uzdužne, jednobrodne ili trobrodne, takva je bila i crkva sv. Spasa na vrelu Cetine iz 9. st. Crkva ima snažne oble kontrafore (izvanjske stupove) što joj daju osobine utvrde, pojačano i naglašeno moćnom kulom – zvonikom usred pročelja (vestverk). U većim trobrodnim crkvama, (katedrala u Biogradu, crkve u Biskupiji kod Knina, Sv. Marta u Bijaćima i još neke), nalazio se i kameni ciborij nad glavnim oltarom.
U 10. st., Kraljica Jelena, žena kralja Krešimira II., sagradila je u Solinu dvije crkve: Crkva sv. Stjepana na Otoku služila je kao grobnica kraljeva, a Crkva Blažene Djevice Marije u Solinu, jedna od najvećih u Hrvatskoj, kao krunidbena bazilika. Crkva sv. Stjepana je bila izgrađena u karolinškom stilu s predvorjem iznad kojega je bila galerija i dvije kule-stubišta (vestverk) s obje strane narteksa (u ulozi kraljevskog mauzoleja koji je vodio u trobrodnu crkvu podijeljenu zidanim stubovima i s pravokutnom apsidom.
U 11. stoljeću je pored tzv. Crkve na Gradini u Solinu izgrađena i Krunidbena crkva sv. Petra i Mojsija, poznata i kao „Šuplja crkva“. Ona je bila spoj starohrvatske arhitekture i novih građevinskih oblika koje šire benediktinci od sredine 11. st. Ova trobrodna, troapsidalna crkva je bila iznutra raščlanjena lezenama, apside su joj bile utopljene u zidnu masu ravnog začelja, a srednja apsida je bila pravokutna. U ovoj crkvi je legat pape Grgura VII. okrunio hrvatskog kralja Zvonimira. 
Od starohrvatske arhitekture na sjeveru je ostalo tek par fragmenata pletera u Sisku, prijestolnici kneza Ljudevita Posavskog, koji će izgubiti ulogu glavnog grada regije 1090. godine kada je osnovana zagrebačka biskupija u Kaptolu pored Gradeca (koji će se u srednjem vijeku ujediniti u Zagreb). U to vrijeme hrvatska kultura je na Jadranu nakon tristo godina trajanja bila na vrhuncu, a hrvatska država na kraju svoje samostalnosti.

## Skulpturna ornamentika
Starohrvatske crkve su i najznačajniji povijesni spomenici tog razdoblja, jer su na gredama i zabatima oltarskih pregrada, na portalu ili ciboriju uklesana imena hrvatskih knezova, župana i odličnika koji spominju kome je crkva posvećena, te tko i kada ju je dao podići. Najstariji je natpis iz crkve u Rižinicama koji spominje hrvatskog kneza Trpimira (PRO DVCE TREPIMERO), oko 850. godine, dok se na natpisu kneza Branimira iz 888. godine prvi put javlja ime Hrvata: CRVATORVM (Kruatorum). Na ostalima, iz 10. st., spominju se knez Muncimir i kralj Stjepan Držislav, sve do kralja Zvonimira s kraja 11. stoljeća. 
 No, natpis koji spominje Zvonimira već je na hrvatskom jeziku i pisan glagoljskim pismom. Riječ je o kamenoj Bašćanskoj ploči oltarne pregrade iz Crkve sv. Lucije u Jurandvoru na Krku, na kojoj je uklesan spomen na kraljevsku darovnicu iz oko 1100. godine. To je dokaz da su Hrvati ne samo ovladali latinskim - internacionalnim jezikom zapadnoeuropskoga kulturnog kruga - i prihvatili latinsko pismo, već da su se i u liturgiji kontinuirano služili hrvatskim jezikom (što je papa već od 10. stoljeća bio prisiljen i službeno priznati) i da su pisali i pravne dokumente vlastitim slavenskim pismom pretvorivši oblu (makedonsku) u uglatu hrvatsku glagoljicu. 

Dvostruka pismenost i dvojezičnost u Hrvata zabilježena je na Plominskom natpisu i Valunskoj ploči s Cresa (11. st.) gdje je isti sadržaj izrečen hrvatskim i latinskim jezikom i uklesan usporedno glagoljicom i karolinom. No, ubrzo su glagoljicu zamijenili latinski natpisi što je bio jedini način da se "novodošli barbari" uklope u tadašnju, još uvijek romaniziranu Europu.
Glagoljskim pismom i narodnim jezikom - unatoč svim povremenim većim ili manjim progonima - koristit će se Hrvati kontinuirano i sve više do 16. st., naročito u Istri, Kvarneru i Hrvatskom primorju, a negdje se glagoljica u liturgiji zadržala do danas.
Oltarne pregrade i prozori starohrvatskih crkava bili su ukrašeni prozirnim plitkim vrpčastim ornamentom koji po načinu kako su oblici na njima bili isprepleteni nazivamo pleterom. Motivi tih pletera su preuzeti iz antičke umjetnosti (valovi, troprute pletenice, pentagrami, mreže rombova ...), no dok su u antici ti ornamenti služili samo kao okvir, u predromanici oni ispunjavaju cijelu površinu. Kvantitet, ali i nadaleko poznat kvalitet materijala i klesanja, pronađenih spomenika predromaničke skulpturne ornamentike na istočnoj obali Jadrana dokazuje intenzivnu graditeljsku i klesarsku djelatnost velikog broja majstora i radionica. Nasuprot tisućama ulomaka pleternih reljefa u Dalmaciji, na sjeveru su dosad nađena samo dva: jedan u Loboru i jedan kraj Iloka.
Ponegdje je pleter zamijenjen prizorom s likovima iz Evanđelja (kao u sv. Nedjeljici u Zadru) ili dvorskog života (kao Reljef kralja u Splitu). No, kako je trodimenzionalna skulptura u šet stoljeća pojednostavljivanja skoro nestala, tako su ove figure izgubile dubinu i postale plošne poput pletera, a karakterne linije svedene na grafizam uklesanih crta u krajnjoj linearnoj stilizaciji ili tzv. „diktatom plohe“. Upravo je takav reljef iz krunidbene crkve kralja Zvonimira u Solin u s likom (hrvatskog) kralja na prijestolju s franačkom krunom na glavi, uz kojeg je dvorjanin, a na tlu podanik što se poklonio kralju. S frontalnim licima sukladan je i linearizam u iscrtavanju nabora tkanina i detalja. Danas je ploča ugrađena u krstionicu splitske katedrale. Pralik Gospe Velikoga Zavjeta iz druge polovice 11. stoljeća, pronađen u Crkvi sv. Marije u Biskupiji kod Knina, najstariji je lik Gospe u hrvatskoj umjetnosti.

## Starohrvatsko slikarstvo
Pleteri su izvorno bili živo obojeni (crvenom, modrom i žutom), a kako se slike (koje se spominju u pisanim izvorima, npr. Portreti pet portreta pripadnika hrvatske dinastije Trpimirovića u crkvi sv. Jurja u Putalju na obronku Kozjaka iznad Kaštel Sućurca) nisu očuvale, oni su i jedini ostaci starohrvatskog slikarstva.
Jedine sačuvane zidne slike potječu s kraja 11. stoljeća u crkvi sv. Mihajla u blizini Stona. Ove slike su bile zadužbina nekog zetskog kralja, a djelo su domaćeg majstora koji je rustičnom formom i primitivnim sredstvima postigao jak i sugestivan izraz u svojim likovima. Zanimljivo je da lik kralja, koji drži model crkve u rukama, na glavi ima kraljevsku krunu identičnu onoj na reljefu u splitskoj krstionici. Njegov portret je također osobit, pokazuje koštunjavu i energičnu osobu visoko uzdignutih obrva i nabrana čela, dok su mu duga kosa i brada već prosjede.
Na sreću sačuvano je više crkvenih kodeksa ispisanih na pergameni, a ukrašenih predromaničkim minijaturama koje svjedoče o slikarskoj vještini i umijeću starohrvatskog slikarstva.
Splitski evanđelistar, datira od 8. do 11. stoljeća, u vrijeme obnove splitske crkve po Ivanu Ravenjaninu. Evanđelistar je skroman i ograničen na linijsko kićenje inicijala, te je slovo I u obliku stupa, a donji krak L tvori riba po uzoru na poznate inicijale pred-karolinškog doba.  
U Zagrebu se čuva Liber psalmorum, koji je pisao i s par iniciala u montekasinskom ukusu izkitio đakon Majon za splitskog nadbiskupa Pavla (oko 1015.—1030.). U Vatikanu se pak čuva evanđelistar, urešen montekasinskim inicialima, koji potječe iz samostana sv. Nikole na Osoru. Benediktinski stil ukrašavanja knjiga u montekasinskom stilu (inicijali u kojima se prepliću lišće, pleteri i životinjske glave) nalazimo na evanđelistarima u Trogiru, Splitu i Zagrebu, iako su zabilježeni mnogi rukopisi koji su nestali (poput 47 crkvenih knjiga u samo jednom samostanu sv. Petra u Seki). U Šibeniku i Dubrovniku ima evanđelistara iz vremena hrvatskih vladara napisanih karolinškim pismom i inicijalima ukrašenih sjeverno-talijanskim stilom.

## Umjetnički obrt
Hrvati su isprva palili svoje mrtve, a onda su dugo zadržali običaj polaganja oružja i hrane pokraj pokojnika u grob. Ti običaji su se promijenili s prihvaćanjem kršćanstva najprije u Primorskoj Hrvatskoj gdje nastaju tzv. „groblja na redove“, ali se nije izgubio običaj ostavljanja pogrebnih predmeta i to u obliku nakita. To su najčešće naušnice i prstenje, rjeđe ogrlice oko vrata i nizovi ukrasnih metalnih pločica (za glavu ili pas) i remenje mača. Ovaj nakit nije bio strane proizvodnje, poput bizantskog ili panonskog zlata u grobovima 8. stoljeća, već proizvodi domaćih zlatara. Kako utjecaj crkve raste, tako se grobovi rade sve bliže crkvi, pa čak i jedni preko drugih, a njihova oprema slabi s jačanje vjerovanja u duhovni život poslije smrti. Tako je tek u nekoliko grobova iz sredine 11. st. u dalmatinskom zaleđu pronađeno nekoliko naušnica i inog nakita, no ne tako vješte izrade kao kod onih iz 9. – 10. st.
Hrvati su također jedini Slaveni koji su u ranom srednjem vijeku održali rimski način pokapanja u sarkofazima (obično u predvorju crkava), iako se njime služe samo rijetko, samo kod pokopa svojih odličnika i obično su napravljeni od ukrasnih dijelova starijih građevina. 
Od umjetničkih predmeta svakidašnje uporabe najviše je očuvanih relikvijara (lat. reliquia = ostatak) - drvenih kutija različitih oblika, obloženih srebrnim limom u kojem su iskucani određeni likovi, simboli, dopunjeni natpisima i ukrasima, u kojima su se čuvali djelići kostiju, kose ili odjeće svetaca. Oni su se štovali i vjerovalo se da imaju nadnaravnu moć iscjeljivanja ili ozdravljenja. Relikvijari su često bili oblikovani poput čuvanog djelića tijela u njima. Takav je i moćnik glave sv. Jakova u Zadru, kojemu je valjkasti dio oblikovan poput niza arkada s po jednim likom sveca u svakoj, a polukuglasti poklopac je ukrašen medaljonima sa simbolima evanđelista i Krista na vrhu. Drugi primjer je srebrni kovčežić s lopaticom sv. Asela i srebrna škrinja nepoznatog sveca u riznici župne crkve u Ninu iz oko 800. god.

## Vanjske poveznice
- Starohrvatska baština - fotografije.
- Franjevački muzej i galerija Gorice u Livnu
- Izvješće o radu hrvatskog starinarskog društva u kninu 1898. god.
- Crkva Svetog Spasa na izvoru Cetine, reportaža
- Fra Nikola Gabrić, Nalaz starohrvatske crkve u Kljacima kod Drniša  Arhivirana inačica izvorne stranice od 18. veljače 2010. (Wayback Machine)
- [neaktivna poveznica]